# Phylidorea (Phylidorea) bicolor
Phylidorea (Phylidorea) bicolor is een tweevleugelige uit de familie steltmuggen (Limoniidae). De soort komt voor in het Palearctisch gebied.